# Gaspar de Culemborg
Gaspar de Culemborg (en néerlandais Jasper van Culemborg ; né vers 1445 - Gand, 21 novembre 1504) était seigneur de Culemborg, Lienden, Honswijk, Ewijk, Goilberdingen et Hoogstraten, gouverneur de Leerdam (1480-82) et chambellan de Maximilien d'Autriche.

## Ébauche biographique
Gaspar était un fils de Gérard II de Culemborg et d'Elisabeth van Buren. Le 27 février 1470 ou 1471, il épousa Jeanne de Bourgogne (1459-1511) à Bruges, fille d'Antoine de Bourgogne et de Jeanne-Marie de La Vieville, ce qui l'amena en faveur auprès de la maison de Bourgogne. Ils ont eu neuf ou dix enfants, dont seules les filles ont atteint l'âge adulte. La fille aînée de Gaspar et héritière directe, Elisabeth de Culemborg lui succédera en 1504 en tant que Dame de Culemborg.
Vers 1474, il reçut le château de Doddendael (nl) en fief. Doddendael était alors décrit comme «Borch, huys ende hoff tot Ewic». Le 4 mars 1480, Gaspar a été nommé par Maximilien d'Autriche gouverneur de Leerdam et du pays de Ter Leede pour combattre les troubles qui y régnaient. Il reçoit en fief Schalkwijk en avril 1480 par l'évêque d'Utrecht, David de Bourgogne. En 1482, une troupe de 20 hommes ont enlevé le noble «Henrik van Maurik» et le séquestre à la tour de Schoonrewoerd. Gaspar de Culemborg s'y rend, assiège la tour et finalement, réussi à capturer 14 hommes. Peu de temps après, Gaspar a eu un conflit avec son beau-frère Frédéric d'Egmont au sujet de l'administration de Leerdam et des environs. Maximilien d'Autriche est intervenu et a négocié avec Frédéric, après quoi Gaspar a abandonné son poste de gouverneur. Le 14 juillet 1485, Gaspar reçoit en fief Arnemuiden de Maximilien d'Autriche.
En 1490, sous la supervision de Gaspar, la construction d'un port a commencé à Culemborg. En 1492, il y eut un différend entre le seigneur de Culemborg et le Sticht au sujet de la haute juridiction de Honswijk. En 1497, il y a un conflit sur l'usufruit sur les dîmes de Goilberdingen à nouveau avec le Sticht, Gaspar fait une déclaration à Utrecht et sa dette est finalement annulée. Pendant les guerres de Gueldre, Gaspar est resté à distance des échauffourées. En 1504, il se rendit à Gand pour affaires, où il tomba gravement malade. Peu de temps avant sa mort, il a réussi à rédiger son testament dans la maison de Louis de Marke. Après sa mort, son corps a été ramené à Culemborg, où il a été inhumé dans l'église de Sainte-Barbara.

## Descendance
Gaspar a eu les enfants suivants avec Jeanne de Bourgogne (1459-1511):
- Elisabeth de Culemborg (1475-1555), successeur
- Karel van Culemborg (1476 †), décédé jeune
- Johanna van Culemborg (1482 †), décédée jeune
- Anna van Culemborg (1483-1509), épousa Jan van Pallandt (leur petit-fils Floris I van Pallandt hérita plus tard de Culemborg)
- Gérard van Culemborg (1483 †), mort jeune
- Cornelia van Culemborg, épouse Willem van Rennenberg
- Aleid van Culemborg, épouse François van Bailleul
- Magdalena van Culemborg (1491-), épouse Guillaume de Noyelles (vers 1485-) comte de Langlée [9]

Gaspar a également eu deux fils bâtards:
- Johan van Culemborg
- Frans van Culemborg